# Dvostruko rimovani dvanaesterac
Dvostruko rimovani dvanaesterac je oblik koji se javlja u srpskoj poeziji.
Dvostruko rimovani dvanaesterac ima utvrđenu metričku formu i 12 slogova. Cezura se javlja posle šestog sloga, pa mu je šema (6+6). Redovna je nenaglašenost šestog i dvanaestog sloga. Dvostruko je rimovan, jer je stih od 12 slogova sa jakom cezurom iza šestog sloga i sa parnim rimama.
Poreklo mu je nejasno, ali se smatra da je to srpska varijanta mletačko-starofrancuskog dvanaesterca. Dvostruko rimovani dvanaesterac je bio vladajući stih pisane književnosti, koji se naglo javio i naglo nestao.

## Podvrste
- Dubrovački (južni) – prvi polustih prvog stiha, i prvi polustih drugog stiha su povezani rimom A, a ostali rimom B. U dubrovačkom obliku još su vezani i parnom rimom krajevi stiha i prvi polustihovi u stihu.
- Marulićev (severni) – rime sa kraja prva dva stiha nastavljaju se još i na kraju polustihova sledećeg dvostiha. To je čakavski tip dvostruko rimovanog dvanaesterca. Sreće se u Marulićevoj „Juditi“.